# Thomisus dentiger
Thomisus dentiger là một loài nhện trong họ Thomisidae.
Loài này thuộc chi Thomisus. Thomisus dentiger được Tord Tamerlan Teodor Thorell miêu tả năm 1887.